# Romeikove, Katerînopil
Romeikove (în ucraineană Ромейкове) este un sat în comuna Honcearîha din raionul Katerînopil, regiunea Cerkasî, Ucraina.

## Demografie
Componența lingvistică a localității Romeikove
     Ucraineană (98,75%)
     Alte limbi (1,26%)
Conform recensământului din 2001, majoritatea populației localității Romeikove era vorbitoare de ucraineană (98,75%), existând în minoritate și vorbitori de alte limbi.